# Holland (Massachusetts)
Holland és una població dels Estats Units a l'estat de Massachusetts. Segons el cens del 2000 tenia 2.407 habitants.

## Demografia
Segons el cens del 2000, Holland tenia 2.407 habitants, 898 habitatges, i 668 famílies. La densitat de població era de 75 habitants/km².
Dels 898 habitatges en un 37,5% hi vivien nens de menys de 18 anys, en un 62,5% hi vivien parelles casades, en un 7,3% dones solteres, i en un 25,6% no eren unitats familiars. En el 18% dels habitatges hi vivien persones soles el 4,9% de les quals corresponia a persones de 65 anys o més que vivien soles. El nombre mitjà de persones vivint en cada habitatge era de 2,68 i el nombre mitjà de persones que vivien en cada família era de 3,06.
Per edats la població es repartia de la següent manera: un 27,9% tenia menys de 18 anys, un 5,7% entre 18 i 24, un 33,1% entre 25 i 44, un 24,8% de 45 a 60 i un 8,6% 65 anys o més.
L'edat mediana era de 37 anys. Per cada 100 dones de 18 o més anys hi havia 102,3 homes.
La renda mediana per habitatge era de 52.073 $ i la renda mediana per família de 57.024$. Els homes tenien una renda mediana de 40.636 $ mentre que les dones 29.010$. La renda per capita de la població era de 21.770$. Entorn del 6,5% de les famílies i el 7,3% de la població estaven per davall del llindar de pobresa.